# 敦煌鸟属
敦煌鸟属（学名：Dunhuangia）是反鸟亚纲的一个属，生存于早白垩世的中国。

## 发现与命名
模式种崔氏敦煌鸟（Dunhuangia cuii）由王敏、李大庆、邹晶梅、周忠和和尤海鲁于2015年命名并描述。属名取自甘肃省敦煌市，种名致敬化石清修师崔归夏。
正模标本GSGM-05-CM-030发现于昌马盆地，出土于下沟组阿普第期的一层中，由一副缺少颅骨、关节半连接的骨骼组成，包括前肢、肩带及胸骨。

## 描述
敦煌鸟属中型反鸟类。
描述者发表了数项自衍征。胸骨后缘有一对大型凹口，宽度占整块骨头长度的一半以上。喙骨顶部有一深凹，外侧有一道形成该骨骼低矮外骨壁的厚嵴。

## 分类
敦煌鸟作为强壮爪鸟的姐妹群被归入反鸟亚纲。它是主要由今鸟型类组成的昌马盆地鸟类区系的第二个被命名种。这可用该盆地由海岸沉积物组成，而反鸟类是树栖物种来解释。